# Anorthoklaas
Het mineraal anorthoklaas is een natrium-kalium-aluminium-tectosilicaat met de chemische formule (Na,K)AlSi3O8. Het behoort tot de kaliveldspaten.

## Eigenschappen
Het doorzichtige tot doorschijnende kleurloze, witte, roze tot groenig gele anorthoklaas heeft een witte streepkleur, een glasglans en een perfecte splijting volgens het kristalvlak [001] en een goede volgens [010]. De gemiddelde dichtheid is 2,58 en de hardheid is 6, per definitie. Het kristalstelsel is triklien en de radioactiviteit van anorthoklaas is nauwelijks meetbaar. De gamma ray waarde volgens het American Petroleum Institute is 52,50.

## Naamgeving
De naam van het mineraal anorthoklaas is afgeleid van de Griekse woorden an ("niet"), orthos ("recht") en klasos, dat "breken" betekent.

## Voorkomen
Anorthoklaas, deel van de (albiet-orthoklaas) kaliveldspaat-reeks, is een zeer veel voorkomende veldspaat, in zowel intrusief als extrusief stollingsgesteente en in metamorf gesteente. Het wordt onder andere gevonden in op de eilanden Pantelleria en Ustica in Italië, in Larvik, Noorwegen, waar het in larvikiet aangetroffen wordt. Voorts wordt anorthoklaas gevonden in Wachtberg, Noordrijn-Westfalen, Duitsland.